# Copa de Campeones de la Concacaf 1979
La Copa de Campeones de 1979 fue la decimoquinta edición de la Copa de Campeones de la Concacaf, torneo de fútbol a nivel de clubes más importante de Norteamérica, Centroamérica y el Caribe. En la ronda final sólo participaron 3 equipos de 3 países diferentes. El torneo comenzó el 20 de mayo y culminó el 29 de diciembre de 1979.  
El FAS de El Salvador se coronó campeón venciendo al Jong Colombia de las Antillas Neerlandesas. Por segunda ocasión consecutiva, un equipo de Centroamérica resultó campeón. Por ello, disputó la Copa Interamericana 1980 frente al Olimpia de Paraguay; cabe recalcar, que fue el primer y único equipo salvadoreño en jugarla.

## Equipos participantes
En cursiva los equipos debutantes en el torneo.
| País                          | Equipo                                 |
| ----------------------------- | -------------------------------------- |
| El Salvador · 2 cupos         | CD FAS Alianza FC                      |
| Antillas Neerlandesas 2 cupos | CRKSV Jong Colombia CRKSV Jong Holland |
| Surinam 2 cupos               | SV Robinhood SV Leo Victor             |
| Guyana 2 cupos                | Santos Georgetown FC Y.M.C.A. Linden   |
| Jamaica 2 cupos               | Arnett Gardens FC Santos Kingston FC   |
| México · 1 cupo               | Club Tigres de la UANL                 |
| Costa Rica · 1 cupo           | CS Herediano                           |
| Guatemala · 1 cupo            | CSD Comunicaciones                     |
| República Dominicana · 1 cupo | Moca FC                                |
| Estados Unidos 1 cupo         | Soccer Universidad AC                  |
| Trinidad y Tobago 1 cupo      | Defence Force FC                       |

## Zona Norteamericana
| Equipo Local Ida  | Resultado | Equipo Visitante Ida  | Ida   | Vuelta |
| ----------------- | --------- | --------------------- | ----- | ------ |
| Tigres de la UANL | 3 - 0     | Soccer Universidad AC | 2 - 0 | 1 - 0  |

- El Soccer Universidad AC abandonó el torneo, Tigres avanza a la siguiente ronda.[1]

## Zona Centroamericana

### Primera ronda

#### FAS - Comunicaciones
| Equipo Local Ida | Resultado | Equipo Visitante Ida | Ida | Vuelta |
| ---------------- | --------- | -------------------- | --- | ------ |
| FAS              | w/o       | Comunicaciones       | -   | -      |

- Comunicaciones abandonó el torneo.

#### Alianza - Herediano
| 7 de junio de 1979 | Herediano | 0:2 (0:0) | Alianza         | Estadio Flor Blanca, San Salvador                                 |                                                                   |
|                    |           |           | Aquino 72', 83' | Asistencia: 20 000 espectadores Árbitro(s): Marco Antonio Gracias | Asistencia: 20 000 espectadores Árbitro(s): Marco Antonio Gracias |

| 10 de junio de 1979 | Alianza                                           | 4:1 (2:1) | Herediano  | Estadio Cuscatlán, San Salvador                                    |                                                                    |
|                     | Larrea 27' · Vargas 29' · Januario ?', 83' (pen.) |           | Álvarez 1' | Asistencia: 10 000 espectadores Árbitro(s): Cecilio Midence Torres | Asistencia: 10 000 espectadores Árbitro(s): Cecilio Midence Torres |

### Segunda ronda
| 5 de agosto de 1979 | FAS                            | 2:0 | Alianza | Estadio Óscar Quiteño, Santa Ana |  |
|                     | Abraham ?' (pen.) · Cabrera ?' |     |         |                                  |  |

| 15 de agosto de 1979 | Alianza | 0:0 | FAS | Estadio Cuscatlán, San Salvador |  |
|                      |         |     |     | Árbitro(s): Jorge Mario Ramírez |  |

## Zona del Caribe

### Primera ronda
| Equipo Local Ida | Resultado | Equipo Visitante Ida | Ida   | Vuelta |
| ---------------- | --------- | -------------------- | ----- | ------ |
| Moca             | 0 - 0     | Santos Kingston      | 0 - 0 | w/o    |
| Arnett Gardens   | 0 - 3     | Jong Holland         | 0 - 1 | 0 - 2  |
| Robinhood        | 10 - 1    | YMCA Linden          | 6 - 1 | 4 - 0  |
| Jong Colombia    | 4 - 0     | Santos Georgetown    | -     | -      |

- Moca se retiró antes de jugar el partido de vuelta, por lo tanto, Santos Kingston califica.

### Segunda ronda

#### Defence Force - Jong Holland
| Equipo Local Ida | Resultado | Equipo Visitante Ida | Ida   | Vuelta |
| ---------------- | --------- | -------------------- | ----- | ------ |
| Jong Holland     | 0 - 2     | Defence Force        | 0 - 0 | 0 - 2  |

#### Jong Colombia - Leo Victor
| 15 de julio de 1979 | Leo Victor      | 2:1 | Jong Colombia | Estadio Nacional, Paramaribo |  |
|                     | Waal · Burgzorg |     | Desconocido   |                              |  |

| 29 de julio de 1979 | Jong Colombia | 2:0 (Global 3:2) | Leo Victor | Estadio Willemstad, Willemstad |  |

#### Robinhood -  Santos Kingston
| Equipo Local Ida | Resultado | Equipo Visitante Ida | Ida   | Vuelta |
| ---------------- | --------- | -------------------- | ----- | ------ |
| Santos Kingston  | 1 - 4     | Robinhood            | 1 - 1 | 0 - 3  |

### Tercera ronda
| Equipo Local Ida | Resultado | Equipo Visitante Ida | Ida   | Vuelta |
| ---------------- | --------- | -------------------- | ----- | ------ |
| Defence Force    | 2 - 3     | Jong Colombia        | 2 - 0 | 0 - 3  |

### Cuarta ronda
| Equipo Local Ida | Resultado | Equipo Visitante Ida | Ida   | Vuelta |
| ---------------- | --------- | -------------------- | ----- | ------ |
| Robinhood        | 0 - 1     | Jong Colombia        | 0 - 0 | 0 - 1  |

## Ronda final
- FAS
- Jong Colombia
- Tigres UANL

### Semifinal
| 14 de noviembre de 1979 | Tigres UANL | 0:0 | FAS | Estadio Universitario, Monterrey                             |  |
|                         |             |     |     | Asistencia: 5000 espectadores Árbitro(s): José Luis Valverde |  |

| 28 de noviembre de 1979, 20:00 | FAS        | 1:0 (1:0) (Global 1:0) | Tigres UANL | Estadio Cuscatlán, San Salvador |                          |
|                                | Cabrera 1' |                        |             | Árbitro(s): Danilo Ardón        | Árbitro(s): Danilo Ardón |

### Final

#### Ida
| 22 de diciembre de 1979, 17:00 | Jong Colombia | 1:1 (0:0) | FAS         | Estadio Willemstad, Willemstad |                                |
|                                | Victoria 70'  | Reporte   | Cabrera 72' | Asistencia: 10000 espectadores | Asistencia: 10000 espectadores |

#### Vuelta
| 29 de diciembre de 1979, 20:00 | FAS                                                                 | 7:1 (2:0) | Jong Colombia  | Estadio Cuscatlán, San Salvador                                |                                                                |
|                                | Casadei 12', 43' · González 56', 81' · Cabrera 64', 87' · Erazo 63' | Reporte   | Bernardina 90' | Asistencia: 50000 espectadores Árbitro(s): Jorge Mario Ramírez | Asistencia: 50000 espectadores Árbitro(s): Jorge Mario Ramírez |

|            | POR        | Nicolás Chávez      |       |
|            | DEF        | Billy Bou           | Salió |
|            | DEF        | Héctor Piccioni     |       |
|            | DEF        | Gonzalo Henríquez   |       |
|            | DEF        | Carlos Recinos      |       |
|            | MED        | Amado Abraham       |       |
|            | MED        | Manolo Álvarez      |       |
|            | DEL        | Alfredo Erazo       |       |
|            | DEL        | Jorge González      |       |
|            | DEL        | David Cabrera       |       |
|            | DEL        | Raúl Casadei        |       |
| Entrenador | Entrenador | José Eugenio Castro |       |

|            | POR        | Carlos Bernardina   |  |
|            | DEF        | Wilbert Zimmerman   |  |
|            | DEF        | Elsio Constancia    |  |
|            | DEF        | Rudolph Zimmerman   |  |
|            | DEF        | Huber Martina       |  |
|            | MED        | Alberto Humbler     |  |
|            | MED        | Héctor Zimmerman    |  |
|            | DEL        | Julio Constancia    |  |
|            | DEL        | Guillermo Zimmerman |  |
|            | DEL        | Edwin Bernardina    |  |
|            | DEL        | Frank Victoria      |  |
| Entrenador | Entrenador | Desconocido         |  |

|  | DEF | Luis Alonso Padilla | Entró |

| Anotado | 12' | Roberto Casadei | 1:0 |
| Anotado | 43' | Roberto Casadei | 2:0 |
| Anotado | 56' | Jorge González  | 3:0 |
| Anotado | 63' | Alfredo Erazo   | 4:0 |
| Anotado | 64' | David Cabrera   | 5:0 |
| Anotado | 81' | Jorge González  | 6:0 |
| Anotado | 87' | David Cabrera   | 7:0 |

| Anotado | 90' | Edwin Bernardina | 7:1 |

| Árbitro             | Jorge Mario Ramírez |
| Árbitros asistentes | Leónidas Rogel      |
|                     | Rolando Morazán     |

|            | POR        | Nicolás Chávez      |       |
|            | DEF        | Billy Bou           | Salió |
|            | DEF        | Héctor Piccioni     |       |
|            | DEF        | Gonzalo Henríquez   |       |
|            | DEF        | Carlos Recinos      |       |
|            | MED        | Amado Abraham       |       |
|            | MED        | Manolo Álvarez      |       |
|            | DEL        | Alfredo Erazo       |       |
|            | DEL        | Jorge González      |       |
|            | DEL        | David Cabrera       |       |
|            | DEL        | Raúl Casadei        |       |
| Entrenador | Entrenador | José Eugenio Castro |       |

|            | POR        | Carlos Bernardina   |  |
|            | DEF        | Wilbert Zimmerman   |  |
|            | DEF        | Elsio Constancia    |  |
|            | DEF        | Rudolph Zimmerman   |  |
|            | DEF        | Huber Martina       |  |
|            | MED        | Alberto Humbler     |  |
|            | MED        | Héctor Zimmerman    |  |
|            | DEL        | Julio Constancia    |  |
|            | DEL        | Guillermo Zimmerman |  |
|            | DEL        | Edwin Bernardina    |  |
|            | DEL        | Frank Victoria      |  |
| Entrenador | Entrenador | Desconocido         |  |

|  | DEF | Luis Alonso Padilla | Entró |

| Anotado | 12' | Roberto Casadei | 1:0 |
| Anotado | 43' | Roberto Casadei | 2:0 |
| Anotado | 56' | Jorge González  | 3:0 |
| Anotado | 63' | Alfredo Erazo   | 4:0 |
| Anotado | 64' | David Cabrera   | 5:0 |
| Anotado | 81' | Jorge González  | 6:0 |
| Anotado | 87' | David Cabrera   | 7:0 |

| Anotado | 90' | Edwin Bernardina | 7:1 |

| Árbitro             | Jorge Mario Ramírez |
| Árbitros asistentes | Leónidas Rogel      |
|                     | Rolando Morazán     |

| FAS Campeón 1.er título |